# Rechtsextremismus im Internet
Rechtsextremismus im Internet wird durch Einzelpersonen, lose Netzwerke, Parteien, Medien und Vereine sowie Stiftungen verbreitet. Rechtsextremisten nutzen Internetdienste zur Selbstdarstellung, Werbung, Vernetzung, politischen Einflussnahme, teilweise auch zur Verabredung von Straftaten.
Dies wird durch nationales Strafrecht unterschiedlich behandelt. Es existieren verschiedene gesellschaftliche, staatliche und internationale Gegenmaßnahmen.

## Vorläufer

### Mailboxnetze in den USA
In den USA ermöglichten Computer seit den 1980er Jahren Datentransfers und neue Kommunikationsformen, die sie auch für Rechtsextremisten attraktiv machten.
Die Versendung von E-Mails an eine durch eine Telefonnummer zugängliche Mailbox, die alle Benutzer eines Bulletin Board Systems (BBS) gemeinsam erhalten, war die erste Form, die Rechtsextremisten in den USA zum Datenaustausch nutzten. Sie bauten darüber digitale Diskussionsforen auf, veröffentlichten aber auch persönliche Daten ihrer politischen Gegner und verbreiteten Gewaltaufrufe gegen diese.
So betrieb der Rassist Louis Beam, Führer des Ku-Klux-Klan in Texas, seit 1983 solche Netze, darunter das Aryan Nations Liberty Net (‚Freiheitsnetz der arischen Nationen‘) für die Neonazi-Gruppe Aryan Nations in Hayden Lake, Idaho. Sie enthielt u. a. eine Adressenliste (Know your Enemy) von Mitgliedern der Menschenrechtsorganisation Anti-Defamation League (ADL). Neue Netzmitglieder konnten mit Mordanschlägen gegen diese Gegner – Politiker, Bürgerrechtler, Polizeibeamte oder Minderheitenvertreter – den Status eines „Arischen Kriegers“ (Aryan Warrior) im Ku Klux Klan erlangen. Das Netz hatte etwa 1.000 Benutzer. Der Rassist Tom Metzger gründete ein ähnliches Mailbox-Netz der White Aryan Resistance (W.A.R.), an dem sich etwa 2.000 Neonazis beteiligten.
Unter diesen und weiteren Netzteilnehmern verbreitete Beam seit 1992 sein Konzept vom „führerlosen Widerstand“ (leaderless resistance). Dieses setzt auf selbstständige Aktionen geheimer Widerstandszellen, die bewusst auf Leiter und hierarchische Befehlsstrukturen verzichten und nicht durch direkte Kontakte, sondern nur durch ihre in anonymen Mailboxen ausgetauschte Ideologie miteinander verbunden sind. Sie sollten unabhängig voneinander Terroranschläge planen und ausführen, ohne diese zu koordinieren und mit einem Hauptquartier abzustimmen. Das Konzept beeinflusste andere rechtsextreme Gruppen, u. a. in Schweden und Deutschland, und führte dort zu Ansätzen eines dezentralen Rechtsterrorismus.

### Mailboxnetze in Deutschland

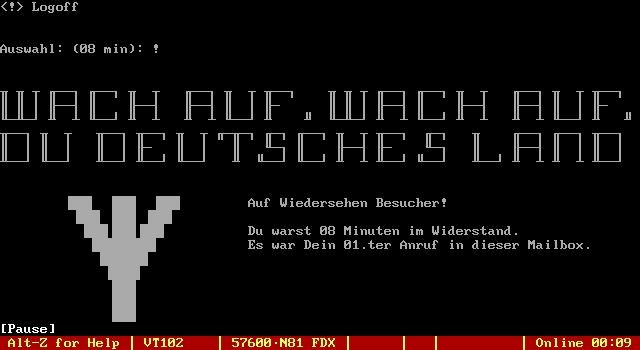
Logoff-Bildschirm der Mailbox „Widerstand“ (Thule-Netz)

In bundesdeutschen Mailboxen tauchte rechtsextreme Propaganda erstmals 1989 auf, z. B. im CL-, Fido- und Z-Netz. Da die Realnamenpflicht etwa beim CL-Netz anonyme Postings ausschloss, konnte Rechtsextremisten der Zugang oder Schreibzugriff weitgehend gesperrt werden.
Daraufhin bauten diese 1991 nach US-Vorbild das Thule-Netz als eigenes Mailboxnetz auf. Im März 1993 ging der Widerstand BBS in Erlangen an dieses Netz. Bis zu 13 weitere Boxen im Bundesgebiet und vier ausländische Boxen schlossen sich an. Auf rund 90 Boards – u. a. für Nachrichten, Außenpolitik, Geschichte, Computertechnik, Jugend, Volksmusik, Oi!-Musik, Organisation, Recht, Esoterik, Heidentum, Witze – tauschten bis zu 200 Benutzer Daten aus.
Die meisten Betreiber der Thule-Mailboxen waren Anhänger der NPD und der Jungen Nationaldemokraten. Die Initiative ging vorwiegend von der Parteijugend aus. Im Juni 1991 beschloss der Parteivorstand die Gründung eines Arbeitskreises Neue Medien und Techniken. Dieser nutzte Kontakte zu US-Rechtsextremisten wie William Luther Pierce, Vorsitzender der National Alliance, um die neuen Kommunikationstechniken zu übernehmen.
1994 folgten die Republikaner dem NPD-Vorbild mit dem Mailboxverbund REP-Netz, dem nur zwei Boxen angehörten. Damals verlor das Medium der Mailbox für Rechtsextremisten bereits an Bedeutung. Vom Thule-Netz spaltete sich nach internem Streit 1997 das noch stärker neonazistische Nordland-Netz ab. 1999 lösten sich beide Netze auf, da man das ursprüngliche Ziel des Aufbaus politisch wirksamer Strukturen als verfehlt ansah. Nur das 1998 gegründete kleine Thing-Netz ehemaliger Thule-Benutzer arbeitete weiter.
Im Juni 1993 erschien auf Disketten, deren Inhalt auch über Mailboxen verbreitet worden sein soll, das PC-Journal Endsieg mit der Publikationsreihe Eine Bewegung in Waffen, darunter ein Handbuch für improvisierte Sprengtechnik. Darin wurde der Bau von Brand- und Sprengstoffbomben genau erklärt. Als Verfasser des Textes wurde die dem Rechtsterrorismus zugerechnete NSDAP-Aufbauorganisation mit Sitz in Lincoln (Nebraska) vermutet.

### Bildschirmtext
1992 richtete die NPD Seiten im Bildschirmtext-System der Bundespost für Parteimitglieder, Presse und Btx-Öffentlichkeit ein. 1993 folgten wiederum die Republikaner. Doch wegen seiner hohen Kosten für Benutzer blieb das Btx-System auch für rechtsextreme Inhalte relativ bedeutungslos.

## Usenet
Das 1990 mit dem Internet entstehende Usenet umfasst Zehntausende von Newsgroups, deren Benutzer – ähnlich wie im BBS, nur mit anderer Zugangstechnik – Informationen und Meinungen zu Spezialgebieten austauschen können. Rechtsextremisten sammelten sich bald in zahlreichen sogenannten hate groups und verbreiteten dort vor allem Geschichtsrevisionismus und Holocaustleugnung.

### USA
Die National Alliance – die größte sich an Adolf Hitler orientierende Neonazi-Organisation in den USA – verbreitete ihre Propaganda in den 1990er Jahren vor allem durch Spamming in hunderten Diskussionsforen. Führender Aktivist war dabei Milton Kleim, Autor einer „Einführung in den Nationalsozialismus“ und des Romans „The Turner Diaries“, der als literarische Vorlage zum Anschlag von Oklahoma diente. In einer internen Anleitung „Über Strategie und Taktik für das Usenet“ forderte er Neonazis 1995 auf, sich als „Cyber-Guerillas“ zu betätigen. Angepasst an das jeweilige Diskussionsthema sollten mehrere Neonazis dort koordiniert ihre antisemitischen und nazistischen Meinungen einbringen und ständig wiederholen. Dabei solle man nach dem Prinzip „zuschlagen und wegtauchen“ vermeiden, sich als Rassist zu erkennen zu geben und auf offene Argumentationen einzulassen. Positiv reagierende Unbekannte solle man sofort per E-Mail kontaktieren und in die eigene Arbeit einzubinden versuchen. Dies zielte primär auf nichtorganisierte Gleichgesinnte.
Zur Koordination solcher Internetaktivitäten gründete und leitete Kleim das Aryan Corps Combat Information Center. Im Juni 1996 initiierte er eine Abstimmung im Usenet darüber, ob man ein neues Diskussionsforum für rassistische Musik einrichten sollte (rec.music.white-power). Dies wurde mit 592 zu 33.033 Stimmen abgewiesen. Daraufhin verkündete Kleim im August 1996 seinen Ausstieg aus der US-Neonazi-Szene.
Die neonazistischen Netzaktivitäten stießen auch innerhalb eigener geschlossener Foren zunehmend auf Widerspruch, so dass sie sich immer mehr in Mailinglisten, die nur Gleichgesinnten zugänglich gemacht werden, verlagerten.

### Deutschland
Im deutschsprachigen Usenet agierten Rechtsextremisten einige Jahre später nach einem gegenüber Milton Kleims Strategieanleitung modifizierten gezielt eingesetzten Verhaltensmuster:
- sich naiv, unpolitisch und ahnungslos stellen, z. B. Ausländerfeindlichkeit verharmlosen und mit rein persönlichen Erfahrungen begründen
- bei argumentativem Widerspruch die „verfolgte Unschuld“ mimen
- im weiteren Diskussionsverlauf immer offener die eigenen Standpunkte propagieren
- durch ständigen Themenwechsel die Diskussion chaotisieren, bis alle rational argumentierenden „Gegner“ das Forum verlassen haben
- zuletzt der linken Gegenseite die Schuld daran geben, dass man sich zum Neonazi entwickelt habe.

Diese Strategie verfolgte jahrelang Helmut Goj, bis 1995 Landesvorsitzender vom Bund Freier Bürger in Nordrhein-Westfalen und aktiver Nutzer des Thule-Netzes. Trotz Ausschlusses aus mehreren Mailboxen wegen rassistischer Propaganda konnte er sich immer wieder neu Zugang verschaffen, auch durch viele Pseudonyme („Sockenpuppen“), die er öffentlich miteinander diskutieren ließ. Dies stieß in den eigenen Reihen auf geteiltes Echo:
Deine Beiträge in den ‚linken‘ Boxen finde ich andererseits ganz lustig … Allein über die Art Deiner Beiträge schaffst Du sie! Auf ernsthafte (linke) Sachen kommt nur eine Wiederholung in Frageform und etwas Provozierendes. Ich glaube, daß da fast jeder bei Deiner Dickfälligkeit irgendwann aufgibt! Folglich habt ihr … jetzt die sog. ‚Lufthoheit‘ – mein Kompliment dafür! Aber gegen diese Art und Weise habe ich was im Thule!

## World Wide Web
Mit dem WWW eröffneten sich auch Rechtsextremisten neue preiswerte und einfach zu handhabende Möglichkeiten der Selbstdarstellung, Propaganda und Vernetzung, etwa über eigene Domains und Webseiten mit variablem Design und multimedialer Ausstattung.
Zum einen erleichtert das WWW internationale und dauerhafte Kontakte zwischen rechtsextremen Gruppen und Personen verschiedener Staaten. Diese Kontakte werden zu ideologischer Konsensbildung und Verabredung gemeinsamer politischer Einflussnahme – auch durch Anschläge und anderen Straftaten – genutzt.
Zum anderen nutzen Rechtsextremisten die unterschiedliche Rechtslage in verschiedenen Staaten aus, um in ihren eigenen Ländern indizierte Inhalte über ausländische Server und Provider – vor allem aus den USA und Kanada – risikolos im Aus- und Inland zu verbreiten und Strafverfolgung in ihren Heimatländern – etwa wegen Volksverhetzung – zu unterlaufen.
Zum dritten erlaubt der prinzipiell offene und leichte Zugang zu Webseiten des WWW es schon wenigen Einzelvertretern rechtsextremer Gruppen, mit großer Breitenwirkung für ihre Ziele und Mittel zu werben und neue Mitglieder, Interessenten und Anhänger – besonders der jüngeren Generation – zu gewinnen, die ohne das Netz nur schwer erreichbar wären. Zugleich können sich Ersteller, Autoren und Betreiber dieser Seiten viel leichter der Verantwortung für strafbare Inhalte entziehen als in herkömmlichen Medien.

### Nutzungsstrategien
Traditionell begreifen Rechtsextremisten Demokratie und Meinungsfreiheit nicht als Werte an sich, sondern als beliebig ausnutzbare Mittel für ihre Zwecke. Demgemäß wird das Internet als Möglichkeit gesehen, in neue Gesellschaftsbereiche einzudringen und dort eine „Informationsherrschaft“ und „Deutungshoheit“ zu erreichen:
Wer bestimmt, welche Information das Volk bekommt und welche nicht, der hat die Macht. Also: auf zur Wortergreifung!
Dazu empfahl der rechtsextreme Netzspezialist Jeff Vos von der Gruppe CNG (für Cyber Nationalist Group, Cyber Nazi Group oder Computer Nationalist Group) 1996 eine gezielte Doppelstrategie:
Unsere Propaganda muss unverschleiert und logisch sein. Sie sollte nicht verbergen, worauf sie hinauswill. […] Überspitzungen sind erlaubt, sollten aber für den Durchschnittsleser immer erkennbar sein.
Durch das Erstarken der sozialen Netzwerke wie Facebook erschließen sich den Rechtsextremisten neue Rekrutierungsmöglichkeiten. Es werden unverfängliche Themen genutzt, um mit den Usern der Netzwerke in Kontakt zu treten und daraufhin die rechtsextreme Ideologie zu verbreiten. Die Taktik besteht darin, Themen, über die ein gesellschaftlicher Konsens besteht, mit rechtsextremen Ideologiefragmenten zu versetzen. Durch die Schnelllebigkeit der Netzwerke kann die Arbeit im Wesentlichen anonym geschehen. Inzwischen findet eine Verlagerung der rechtsextremen Aktivitäten weg von den Websites zu den sozialen Netzwerken hin statt.
Zugleich sollten Insider Bereiche für den geheimen Austausch brisanter politischer Informationen in vier Kategorien einrichten: Usenet policies • Usenet policies, ‘illegal’ • Real-world policies • Real-world policies, ‘illegal’. Diese Geheimbotschaften sollten mit dem 1991 entwickelten Programm Pretty Good Privacy (PGP) verschlüsselt werden und nur eindeutig als Rechtsextremisten erkennbaren und in öffentlichen Foren in die Defensive geratenen Nutzern zur Verfügung gestellt werden, um ihnen Unterstützung zukommen zu lassen.
Als drittes strategisches Ziel wurde wie schon im Thulenetz die Verbreiterung der Anhängerschaft ausgegeben: Öffentlichkeitsarbeit im Netz sollte gezielt Nicht-Rechtsextremisten ansprechen, sie auch über direkten Mailkontakt auf rechtsextreme Netzangebote aufmerksam machen, sie so für die eigenen Themen und Organisationen interessieren und anwerben.

### Computerspiele
Verschiedene rechtsextreme Computerspiele sind als Downloads verfügbar, darunter White Power-DOOM oder Nazi-DOOM, eine neonazistisch abgewandelte Version des kommerziellen Ego-Shooters Doom, und eine antisemitische Version der Moorhuhnjagd.
Rechtsextremisten bilden des Weiteren Spieleclans im Internet mit Namen wie Combat 18, Sturmtrupp Division 88 (die 88 steht für den 8. Buchstaben des Alphabets H und ist ein Code für „Heil Hitler“) oder White-Power-Clan und eigenen Clanhomepages. Diese Clans tauchen etwa bei Ego-Shootern und Strategiespielen auf.

### USA
Als Erster erstellte der Neonazi Stephen Donald Black, ein weiteres früheres Mitglied des Ku Klux Klans, für die Gruppe Stormfront eine rechtsextreme Webseite: die White Nationalist Ressource Page (‚Quellen und Materialien für weiße Nationalisten‘). Black wurde für drei Jahre inhaftiert, nachdem er auf der Karibikinsel Dominica gewaltsam einen Staat nur für Weiße errichten wollte. Er bildete sich in der Haftzeit technisch weiter, so dass er danach zum Internet-Dienstleister für rechtsextreme Gruppen wurde. Sein Erstlingswerk blieb eine sehr umfangreiche und professionell aufgemachte Präsenz von Neonazis im Netz mit Texten, die Adolf Hitler verherrlichen, Sammlungen von NS-Abzeichen, Listen rassistischer Gruppen in den USA und Links zu ihnen und zu Mailboxnetzen wie dem Thulenetz. Dazu gehörten auch Unterseiten für Frauen (Stormfront for Women) und Kinder (Stormfront for Kids).
Ein gefragter Verbreiter rechtsextremer Propaganda aus den USA, die in Europa strafbar ist, ist Gary Lauck, Gründer und Leiter der NSDAP/AO.

### Deutschland
Augsburger NPD-Aktivisten bauten nach ihrer Btx-Präsenz 1996 die Webseite Der Aufbruch auf, die programmatische Texte wie „Bündnis Deutschland. Erklärung der bayerischen NPD“ und Adressen der NPD und JN anbot. Udo Voigt kündigte direkt nach seiner Wahl zum NPD-Vorsitzenden am 23. März 1996 den bundesweiten Aufbau ähnlicher Webseiten für die „elektronische Vernetzung der europäischen Nationalisten“ an.
Es folgten weitere WWW-Homepages, etwa von Jürgen Jost (Oftersheim), der vor allem für Mailboxen des Thulenetzes warb. Dieses ging seit Juli 1996 mit einer eigenen Domain ins WWW, die nach Auflösung des Mailboxnetzes fortbestand. Sie enthält die bewusst provokative Rubrik „Strafbare Inhalte“, in der u. a. Hitlers Mein Kampf nachlesbar ist.
Der Konservative Gesprächskreis Hannover, damals ein Leserkreis der Wochenzeitung Junge Freiheit, ging als eine der ersten Websites aus dem Umfeld der Neuen Rechten ebenfalls 1996 online. Ihm folgte bald die Deutschland-Bewegung von Alfred Mechtersheimer und der San-Casciano-Verlag mit Angeboten rechter Literatur.
Zwischen 1996 und 1999 hat sich die Zahl aus Deutschland eingespeister Websites mit rechtsextremen Inhalten verzehnfacht, wobei zugleich das Internet um ein Vielfaches expandierte.
Obwohl nach den Anschlägen von Rostock, Solingen und Mölln einige neonazistische Organisationen verboten wurden, tauchten im WWW im Jahr 2000 Seiten deutscher Rechtsextremisten auf, die ihre Leser zum Bombenbau anleiteten. So bot die „Kameradschaft Gifhorner Reichssturm“ auf ihrer Homepage unter der Rubrik „Kanackenfeind-Terror“ chemische Rezepte, Mischverhältnisse, Zünder und Materialbeschaffung an. Erklärtes Ziel solcher Anschläge sollten „national befreite Zonen ohne Autonome und Ausländer“ sein. Bei Rechtsextremisten im Umfeld der „Kameradschaft Bremen-Nord“ fanden Staatsschützer selbstgemachten hochexplosiven Sprengstoff für einen Anschlag auf ein Asylbewerberheim. Szeneblätter wie der „Reichsruf“, erstellt von dem Neonazi Stefan Michael Bar, forderten darüber hinaus, den gewaltsamen politischen Umsturz „endlich einzuleiten“.
Rechtsextreme Foren versammelte bis Mitte Juni 2012 das Thiazi-Net, eine Untergliederung des Skadi-Netzes. Mit dem Aufkommen des Web 2.0 begannen rechtsextreme Gruppierungen, sich verstärkt in Online-Communitys, Videoportalen oder Musikdiensten mit eigenen Inhalten zu präsentieren und mit anderen Usern auszutauschen. Seitdem nimmt die Zahl rechter Inhalte bei YouTube, Facebook, Flickr, Twitter und anderen Seiten kontinuierlich zu.
Im Web 2.0 nutzt die rechtsextreme Szene Methoden des viralen Marketings. In den sozialen Online-Netzwerken werden Themen aktueller Protestkulturen aufgegriffen, auch wenn diese sich von der rechtsextremen Szene distanzieren. Ein bekanntes Beispiel ist das scheinbare Engagement gegen Kindesmissbrauch, der hier durchgängig als Kinderschändung bezeichnet wird. Mit Forderungen wie „Todesstrafe für Kinderschänder“ soll die Akzeptanz von Rache, Selbstjustiz und der Todesstrafe sowie die Abwertung bestimmten Lebens gefördert werden. Durch diese emotionale Ebene wird eine Basis für rechte Ideologie bereitet. Der Verein Agentur für soziale Perspektiven nennt dies „Versteckspiel“.
Der Verfassungsschutzbericht von 2006 rechnete mit bis zu 1000 von Deutschen erstellten rechtsextremen Webseiten, z. B. das National Journal, Altermedia (bzw. Altermedia.info) oder Metapedia. Einige verbreiten Holocaustleugnung, veröffentlichen Listen mit Fotos und Adressen politischer Gegner aus der Antifa-Szene (ähnlich wie umgekehrt auch manche dieser Gruppen), um diese einzuschüchtern, und rufen auch offen oder verdeckt zu Gewalt gegen sie auf. Unter den Gelisteten sind Verfassungsschützer, Privatpersonen und Vertreter von Gegeninitiativen, die ihrerseits solche Seiten beobachten.
Etwa 74 Prozent der deutschsprachigen WWW-Angebote werden über Server in Deutschland verbreitet – dies betrifft vor allem Websites mit nicht strafbaren Inhalten. Dagegen werden zwei von drei strafbaren Websites über ausländische Server zugänglich gemacht. Dadurch soll ihre Kontrolle erschwert und Strafverfolgung vereitelt werden. Während über ausländische Dienste oft offene Holocaustleugnung und sonstige Volksverhetzung propagiert wird, werden in Deutschland betriebene Seiteninhalte oft verschlüsselt oder bewusst harmlos dargestellt. Zur getarnten Kommunikation verwenden Rechtsextremisten im Internet oft ihnen bekannte rechtsextreme Symbole und Zeichen als legale Codes für teilweise illegale Botschaften.
Gleichzeitig bauen Rechtsextremisten im deutschsprachigen Raum ihre Präsenz in den sozialen Netzwerken aus. Hauptplattformen sind hierbei Facebook, Youtube und der Kurznachrichtendienst Twitter. Während 2009 noch 41 Twitteraccounts mit rechtsextremem Inhalt nachgewiesen wurden, waren es 2012 schon 196. Die Videos auf Youtube fungieren hauptsächlich als Eventmobilisierung oder als Werbung für rechtsextreme Kampagnen. Twitter dient eher zur Verbreitung von Materialien. Während die Anzahl der rechtsextremen Websites stagniert, sind die Beiträge in sozialen Netzwerken kaum bezifferbar.

## Gegenmaßnahmen

### Zivilgesellschaftliche Gegeninitiativen
1985 warnte die Anti-Defamation League als erste Nichtregierungsorganisation in den USA mit dem Bericht Computerized Networks of Hate (‚Computernetze des Hasses‘) vor rechtsextremen Mailboxnetzen.
Im Januar 1991 gründete Kenneth McVay als Reaktion auf seine Entdeckung von Geschichtsfälschungen in einer rechtsextremen Newsgroup das Nizkor Project. Anfangs ebenfalls als eigene Newsgroup konzipiert, beobachtete das Projekt rechtsextreme Propaganda im Usenet, sammelte und veröffentlichte sie und verfasste sachliche, historisch belegte Erwiderungen darauf. Daraus entstand eine der umfangreichsten Datenbanken mit Holocaustdokumenten und detaillierten Widerlegungen von Holocaustleugnern, mit denen direkte Netzkommunikation geführt und gesucht wird. Im deutschsprachigen Raum agierte nach der Wiedervereinigung die Gruppe Katjuscha mit satirischen Aktionen wie dem "Helmut-Goj-Fan-Brett" und den "Goj-Treffen".
Seit 1996 entstanden zahlreiche private oder von Medien getragene „Initiativen gegen Rechts“ auch im WWW, z. B. Mut gegen rechte Gewalt der Zeitschrift Stern. Ihre Strategien und Herangehensweisen unterscheiden sich. Zu den Initiativen, die mit Rechtsextremisten Dialoge und Interviews führt und diese veröffentlicht in der Hoffnung, dass sie „sich dadurch selbst entlarven“, zählt HateWatch. Sie überwacht 200 Seiten und nennt ihrerseits mindestens deren Führer beim Namen.
Eine Initiative ist die Unterseite von haGalil mit dem Titel Hass ist das Ende der Welt – Nazis im Internet. Sie enthält ein Meldeformular, mit dem man rechtsextreme Seiten und Inhalte unkompliziert melden kann. Sie werden dann von Anwälten bearbeitet und gegebenenfalls angezeigt. Auf solche Anzeigen hin wurden in den vergangenen Jahren bis zu 50 Prozent aller von Deutschland aus betriebenen rechtsextremen Webseiten geschlossen. Jedoch entstehen laufend neuangemeldete Homepages aus diesem Umfeld, auch auf ausländischen Servern.
2002 schlossen sich zunächst zehn antirassistische Organisationen und Online-Meldestellen aus Europa, Russland und den USA zum International Network Against Cyber Hate (INACH) zusammen. Ziel sind grenzüberschreitende
Aktionen gegen rechtsextreme Netzangebote und gemeinsame Maßnahmenbündel, um internationale staatliche Bekämpfung von Netzkriminalität effektiver zu gestalten.
Im Jahr 2000 gründete die ZEIT das Onlineportal netz-gegen-nazis, auf welchem über neonazistische und rechtsextreme Aktivitäten im Internet informiert wird. Aus diesem Projekt ging 2012 no-nazi.net hervor, welches sich speziell an Jugendliche richtete und neben der Beratung bei Kontakten mit Neonazis, auch im Monitoring und in der Prävention tätig war. Der Fokus von no-nazi.net lag vor allem in der Arbeit in den sozialen Netzwerken, den Hauptpropagandafeldern der Rechtsextremisten, da sie hier leichter mit Szeneexternen in Kontakt treten können. Das Projekt lief bis 2017, ab Oktober 2016 wurde das Projekt weiterentwickelt und heißt jetzt Debate // De:Hate.

### Staatliche Kontrollbemühungen
Bereits 1993 begannen in Deutschland politische Überlegungen, rechtsextreme Propaganda wie im Thule-Netz auch gesetzlich einzudämmen. Das deutsche Bundesverfassungsgericht stellte 1994 fest, die Holocaustleugnung sei eine erwiesen unwahre Tatsachenbehauptung, die nicht der Meinungsfreiheit unterliege. Heute werden neonazistische Seiten auf Betreiben der deutschen Bundesregierung und der Bundesländer sowie der Bezirksregierungen/Regierungspräsidien aus dem Netz genommen. Die Provider werden verpflichtet, rechtsextreme URLs erst gar nicht zuzulassen oder zu blocken. Die Sperrung von Webseiten in Deutschland ist im Zusammenhang mit dem deutschen Zugangserschwerungsgesetz umstritten.
Die Blockade, das Sperren oder die Herausnahme rechtsextremer Internetseiten ist durch weltweit uneinheitliche Richtlinien erschwert: In den USA ist durch den ersten Verfassungszusatz jede staatliche Zensur verboten. Oft weichen die Betreiber neonazistischer und anderweitig rechtsextreme Internetplattformen und Foren deshalb ins Ausland aus, um die dort weniger strengen oder gar nicht vorhandenen gesetzlichen Grundlagen zu nutzen und die Inhalte somit auch in Deutschland, Österreich und der Schweiz in deren Landessprache zugänglich zu machen.
Auf europäischer Ebene bemüht sich u. a. die OSZE um koordinierte Maßnahmen gegen Rassismus und Rechtsextremismus im Internet. Dazu fand vom 16. bis 17. Juni 2004 in Paris die OSZE-Konferenz Hatecrimes and Internet statt, bei der auch die INACH und Jugendschutz.net GmbH ihre Initiativen vorstellten und Vorschläge machten. Angestrebt wird nicht nur ein internationales gesetzliches Vorgehen gegen unzulässige Webseiten, sondern auch die Förderung von Medienkompetenz und seriösen Informationsangeboten. Die Schlusserklärung von 55 Mitgliedsstaaten warnte vor der Zunahme des Rassismus im Netz, betonte den Willen zu vielfältigen Gegenmaßnahmen, forderte internationale Zusammenarbeit und Selbstkontrolle der Provider sowie intensivere Information und Pädagogik zum Phänomen Rechtsextremismus im Internet.
Deutschland wird im International Network Against Cyber Hate (INACH) durch jugendschutz.net GmbH vertreten. Diese 1997 gegründete Initiative der Jugendminister aller Bundesländer arbeitet eng mit der Kommission für Jugendmedienschutz (KJM) zusammen, überprüft jugendgefährdende Netzangebote und drängt Provider auf deren Veränderung oder Herausnahme, um deren Selbstkontrolle den Jugendschutzstandards von Printmedien anzugleichen. Sie geht erfolgreich gegen strafbare rechtsextreme Netzangebote vor und bietet medienpädagogische Kurse für Jugendliche und Pädagogen an, um deren Medienkompetenz in der Auseinandersetzung mit rechtsextremer Hasspropaganda zu stärken und Privatinitiativen für Demokratie und Toleranz im Netz zu fördern. Dazu wurde eine CD-ROM „Rechtsextremismus im Internet“ erstellt und mehrfach aktualisiert.

## Weiterführende Informationen

### Einzelbelege
1. 1 2  Anton Maegerle, Christoph Mestmacher: RECHTSEXTREMISMUS: Kämpfen, nicht weinen. Anleitungen zum Bombenbasteln im Internet, Sprengstofffunde in der Szene: Die Neonazis rüsten zum Angriff. In: Der SPIEGEL. 11. Dezember 2000.
2. ↑  Thomas Pfeiffer: „Das Internet ist billig, schnell und sauber. Wir lieben es“. Rechtsextremisten entdecken den Computer (Memento vom 29. Dezember 2009 im Internet Archive) (PDF-Datei; 205 kB).
3. ↑  Martin Dietzsch, Anton Maegerle: Rechtsextreme deutsche Homepages (Memento vom 17. November 2012 im Internet Archive)
4. ↑  Ernst Marschall, 20. Juli 1996, zitiert nach Martin Dietzsch, Anton Maegerle: Rechtsextreme deutsche Homepages (Memento vom 17. November 2012 im Internet Archive).
5. ↑  Benutzer des Thulenetzes Zarathustra am 26. Mai 1995, zitiert nach Thomas Pfeiffer: „Das Internet ist billig, schnell und sauber. Wir lieben es“. Rechtsextremisten entdecken den Computer (Memento vom 29. Dezember 2009 im Internet Archive) (PDF-Datei; 205 kB).
6. ↑  FAZ: Virtuell im braunen Sumpf
7. ↑  Jeff Vos: Propaganda of the CNG, von der Homepage der CNG (19. März 1996), bei Thomas Pfeiffer: „Das Internet ist billig, schnell und sauber. Wir lieben es“. Rechtsextremisten entdecken den Computer (Memento vom 29. Dezember 2009 im Internet Archive) (PDF-Datei; 205 kB).
8. ↑  Hessische Landeszentrale für politische Bildung (Hrsg.): Recht gegen Rechts. Infos, Fallbeispiele, Ratschläge. Wiesbaden 2000, S. 49f
9. ↑  Stefan Rudschinat: Rechtsextremismus im Internet. Die neue Gefahr. von Rainer Fromm und Barbara Kernbach (Memento vom 26. September 2007 im Internet Archive).
10. ↑  Quellen: Netz gegen Nazis: Neonazistische Hetze und Lebenshilfe, abgerufen am 13. März 2012, sowie Blick nach rechts
11. ↑  Quelle: Focus, 19. Mai 2009
12. ↑  Quelle: Virales Marketing für Neonazis auf Telepolis, 23. Juli 2009
13. ↑  www.dasversteckspiel.de
14. ↑  Telepolis: Rechte Wikipediakopie zwischen Anspruch und Wirklichkeit
15. ↑  Die Zeit: Haßparolen im Cyberspace – Rechtsextreme Gruppen rufen im Netz zu Gewalt auf. Eine Initiative überwacht sie – und zieht ihren Zorn auf sich
16. ↑  jugendschutz.net: Rechtsextremismus online beobachten und nachhaltig bekämpfen. Bericht 2012 über Recherchen und Maßnahmen (Memento vom 2. Januar 2014 im Internet Archive) (PDF-Datei; 4,3 MB); S. 4.
17. ↑  jugendschutz.net: Rechtsextremismus online beobachten und nachhaltig bekämpfen. Bericht 2012 über Recherchen und Maßnahmen (Memento vom 2. Januar 2014 im Internet Archive) (PDF-Datei; 4,3 MB); S. 3f.
18. ↑  zeit.de: Die Zeit 1998: Haßparolen im Cyberspace – Rechtsextreme Gruppen rufen im Netz zu Gewalt auf. Eine Initiative überwacht sie – und zieht ihren Zorn auf sich
19. ↑  Nazis im Internet auf HaGalil
20. ↑  Meldeformular für rechtsextreme Internetseiten bei HaGalil
21. ↑  International Network Against Cyberhate
22. ↑  Die Zeit: No-Nazi.net gegen Rechtsextremismus im Netz
23. ↑  Lexikon: no-nazi.net. In : Belltower, abgerufen am 20. April 2021.
24. ↑  Lexikon: debate_dehate. In: Belltower, abgerufen am 20. April 2021.
25. ↑  Jugendschutz.net GmbH 2004: Rassismus im Internet weltweit auf dem Vormarsch (Memento vom 16. Mai 2008 im Internet Archive)
26. ↑  Jugendschutz.net GmbH: Vernetzter Hass – Materialien gegen Rechtsextremismus im Internet